# Sophietje (single van Johnny Lion)
Sophietje is een nummer van de Nederlandse zanger Johnny Lion dat in juli 1965 op vinylsingle verscheen. In dat jaar verscheen het nummer ook op ep.

## Achtergrond
Sophietje is geschreven door Lodewijk Post (pseudoniem van  Gerrit den Braber) en Thore Skogman en geproduceerd door Bert Schouten. Het is een Nederlandstalige bewerking van het lied Fröken Fräken van de Zweedse popgroep Sven-Ingvars uit 1964. Het lied gaat over het meisje Sophietje, waar de liedverteller verliefd op is geworden. In het lied vertelt hij hoe en waarom dat is gebeurd. De oorspronkelijke tekst die Den Braber aanleverde, was getiteld Ik ben blij met Bolle Bertha, maar dit vond Lion niet goed. Hij wilde daarnaast ook niet in het Nederlands zingen, daar hij vooral in het Engels zong. Toen Den Braber een tekst leverde over de toenmalige vriendin van Lion, Sophie van Kleef, ging Lion overstag.
Het is de eerste single van de zanger nadat hij de band The Jumping Jewels had verlaten om als soloartiest verder te gaan. Sophietje werd een grote hit voor Lion; het verkocht meer dat 100.000 en was daarmee goud. Later bleek het ook de grootste hit van de carrière van de zanger te zijn; het succes van Sophietje werd door volgende singles, zoals Tjingeling en Alleen in Dallas, niet geëvenaard.
Van Kleef, de inspiratie voor het lied, vond volgens Frits Spits het lied in eerste instantie geen leuk lied, maar pas toen het succesvol was begon ze het leuk te vinden. Van Kleef zelf vertelde in een interview met KRO Magazine dat ze het lied altijd leuk heeft gevonden. Over waar Sophietje voor haar voor staat vertelde ze het volgende: "‘Sophietje’ staat voor mij symbool voor de jaren zestig: voor een blije, onschuldige tijd."
De B-kant van de single is Jij laat me koud, een cover van Count Me In van Tim Hardin, met een Nederlandse tekst door Willem van Kooten.

## Hitnoteringen
De zanger had grote successen met de single in het Nederlandse taalgebied. In de Parool Top 20 op Hilversum 3 kwam de plaat tot de 4e positie en stond zestien weken genoteerd. De piekpositie in de Nederlandse Top 40 op Radio Veronica was de 5e positie. De plaat stond 22 weken in deze hitlijst genoteerd. 
In België stond de plaat zestien weken genoteerd in de voorloper van de Vlaamse Ultratop 50 en behaalde de 7e positie. In Wallonië werd géén notering behaaldm

## NPO Radio 2 Top 2000
| Nummer met noteringen in de NPO Radio 2 Top 2000 | '99  | '00  | '01  | '02 | '03  | '04  |
| ------------------------------------------------ | ---- | ---- | ---- | --- | ---- | ---- |
| Sophietje                                        | 1781 | 1742 | 1937 | -   | 1547 | 1305 |

1. ↑  Een '-' betekent dat het nummer niet was genoteerd en een vetgedrukt getal geeft de hoogste notering aan.
2. ↑  Deze tabel is bijgewerkt tot en met de laatste editie (2024).

## Andere versies
Over de jaren is het nummer meerdere keren gecoverd, sommigen met bescheiden succes. Een cover door Noomen in 2002 kwam tot de 89e positie in de publieke hitlijst; destijds de Mega Top 100 op 3FM. In België (Vlaanderen) kwamen zowel een cover van Jo Vally uit 1997 als een cover van Salim Seghers uit 2019 in de Vlaamse Ultratip 100 terecht.